# Martine Jollivet
Martine Jollivet est une cavalière d'endurance française , née le 3 mars 1956.
Elle est championne du monde par équipe en 1994 aux jeux équestres mondiaux de La Haye.